# Botvidus Nericius
Botvidus Nericius var en svensk humanist.
Botvidus Nericus studerade under 1560-talet vid flera tyska och italienska universitet, och vistades från 1574 i Rom, till en början som Katarina Jagellonica och Johan III:s sändebud vid underhandlingar bland annat om Katarinas italienska arv. Han övergick snart till katolicismen och stannade i Italien, där han lär ha blivit biskop. Enligt Johannes Messenius avled han i Spanien.